# Gentiluomo con un libro
Il Gentiluomo con un libro conosciuto anche come ritratto di un gentiluomo veneziano è un dipinto a olio su tela (76,2x63,5 cm) attribuito a Giovanni Cariani e databile al 1510 circa. È conservato nella National Gallery of Art di Washington.

## Storia
L'opera è nota dal XIX secolo, quando era in una collezione privata londinese. Passato attraverso varie proprietà, nel 1937 fu acquistato a New York da Samuel H. Kress e donato alla nascente galleria nel 1939.
Subì varie vicissitudini attributive, che fecero i nomi di Giorgione, Tiziano e Sebastiano del Piombo. Fu considerata un'opera impostata dal primo e conclusa dal secondo dopo la morte del maestro nel 1510.

## Descrizione e stile
In una stanza, in cui si apre nell'angolo in alto a sinistra della parete una finestra rettangolare con un lontano paesaggio di una città fortificata su un colle, si vede un giovane ritratto a mezza figura voltato di tre quarti verso sinistra, con la mano destra che stringe un fazzoletto ed è solidamente piantata, a pugno, su un libro appoggiato su un parapetto. Una seconda finestra, invisibile, si trova a destra, come dimostra il raggio di luce proiettato sullo sfondo, anche se la fonte luminosa principale proviene da davanti al soggetto, piuttosto che dalle sue spalle.
Colpisce il volto leggermente ruotato in alto del protagonista e la sua espressione di calcolo, quasi crudele, amplificata dal contatto visivo, di sbieco, con lo spettatore e dal gesto del pugno chiuso. Egli, che indossa un'ampia veste nera appena aperta sullo scollo a mostrare la sottostante camicia bianca, è un giovane sui trent'anni, con un ampio caschetto scuro, scriminato al centro, barba corta e baffetti. Sebbene alcuni elementi rimandino a Giorgione, come la rotazione della testa, la fisionomia (l'uomo assomiglia al più anziano dei personaggi nella tela dei Tre filosofi), il parapetto a due livelli con la misteriosa iscrizione "VVO" (forse un richiamo alla parola "VIVO", cioè "in vita", dipinto dal vero, oppure il motto latino "Virtus vincit omnia"), a Tiziano fanno inequivocabilmente pensare la volumetria espansa, il gesto imperioso e l'uso più intenso e deciso del colore.